# Raqqa (stad)
Raqqa of Ar-Raqqah (Arabisch: الرقة) is de hoofdstad van het Syrische gouvernement Raqqa, gelegen op de noordoostelijke oever van de rivier Eufraat, zo'n 160 kilometer ten oosten van Aleppo. Raqqa werd in 2014 uitgeroepen tot de hoofdstad van het kalifaat van IS. Op dinsdag 17 oktober 2017 werd de stad formeel bevrijd verklaard door de Syrische Democratische Strijdkrachten (SDF). De toekomst van Raqqa en het omliggende gebied zal volgens de SDF nog worden bepaald in het kader van een gedecentraliseerd, federaal en democratisch Syrië. Bij de volkstelling van 2004 (dit is voor de Syrische Burgeroorlog) had de stad 220.488 inwoners.

## Geschiedenis
Op twee kilometer ten oosten van de stad ligt Tuttul, een archeologische vindplaats met een tell, een ruïneheuvel. De bloeitijd van een destijds belangrijke stad daar duurde van de tweede helft van het 3e millennium v.Chr. tot aan de 17e eeuw v.Chr.
De geschiedenis van Raqqa zelf gaat terug tot de Seleuciden. Ten tijde van het Romeinse Rijk heette de stad Callinicum. In die tijd, en in de aansluitende Byzantijnse periode was het een belangrijke vesting op de frontlinie met het Perzische Rijk van de Sassaniden. Van deze periode is echter weinig bewaard gebleven in de stad.
Tijdens het kalifaat van de Abbasiden was Raqqa de zomer-hoofdstad. Uit deze periode zijn nog aanwezig: de Bagdad-poort of de Bab Bagdad en de half cirkelvormige stadsmuren. Twee derde van deze 6 meter dikke muren staan nog recht; er waren torens om de 35 meter. De stad werd ontworpen volgens hetzelfde cirkelvormige plan als Bagdad zelf. De Bagdad-poort maakte deel uit van de stadsmuur. De invloed van de Mesopotamische bouwkunst is zichtbaar in het decoratieve gebruik van gebakken tegels.
In de dertiende eeuw werd Raqqa vernield door de Mongolen en geraakte grotendeels ontvolkt.
Sinds de jaren 1960 nam de bevolking weer toe. Elementen die dit bevorderden waren de bouw van de Ath-Thawradam op de Eufraat en de promotie van de stad tot provinciehoofdplaats.

### Syrische Burgeroorlog
Tijdens de Syrische Burgeroorlog was Raqqa aanvankelijk geen rebellenbolwerk: er waren protesten maar die waren neergeslagen. In maart 2013 viel de stad in handen van een coalitie van rebellengroeperingen bestaande uit het Vrij Syrisch Leger en jihadistische groeperingen waaronder al-Nusra. Vrij snel daarna begon de groep Islamitische Staat (IS) in de stad te infiltreren en wist de rebellengroeperingen te neutraliseren zodat het zelf de stad kon overnemen.
IS vernietigde meerdere historische gebouwen in de stad, en vestigde haar hoofdkwartier in de voormalige Armeense kerk. IS voerden met een rechtbank direct de sharia in. In het centrum vonden regelmatig publieke executies plaats. Veel christenen en alawieten ontvluchtten de stad. De achtergebleven christenen moesten als dhimmi de djizja betalen, een islamitische belasting om in stilte de eigen godsdienst te mogen belijden. Ook de soennitische bevolking kreeg te maken met terreur van de (voornamelijk buitenlandse) strijders van IS. Zo werd in februari 2014 een meisje door steniging gedood omdat zij een Facebook-account had. In april 2014 zouden ten minste twee mannen zijn gekruisigd op het centrale Al-Naimplein. Ook vernietigde IS enkele islamitische gebedshuizen. IS claimde de tempel voor Owais al-Qarni te hebben opgeblazen, maar op de video was duidelijk te zien dat het om een maquette ging. Nadat de strijders met hoongelach waren ontvangen, zouden zij alle aanhangers van Owais al-Qarni hebben geëxecuteerd. Uiteindelijk vernietigden zij de moskee daadwerkelijk.
Op 25 juli 2014 viel IS de legerbasis ten noorden van Raqqa aan en vermoordde alle soldaten die er gestationeerd waren. Tientallen van hen werden onthoofd, en hun hoofden werden op palen gespietst en aan elektriciteitskabels opgehangen in het centrum van de stad.
Toen IS op 29 juni 2014 een kalifaat had uitgeroepen werd Raqqa benoemd tot hoofdstad daarvan. Dit had grote symbolische waarde vanwege het feit dat Raqqa zomerhoofdstad was geweest van het kalifaat van de Abbasiden, en de echte hoofdstad Bagdad nog buiten bereik was.
Later kwam de stad onder vuur te liggen van de internationale coalitie tegen IS. Deze coalitie, onder leiding van de Verenigde Staten, claimde begin juli 2015 de infrastructuur van de terreurgroep in en om Raqqa een aanzienlijke klap te hebben toegebracht na uitgebreide luchtaanvallen. Ook de Syrische luchtmacht heeft een reeks bombardementen uitgevoerd op de stad. Mensenrechtengroeperingen melden dat er zeker twaalf luchtaanvallen zijn geweest. Dit gebeurde in september 2015.

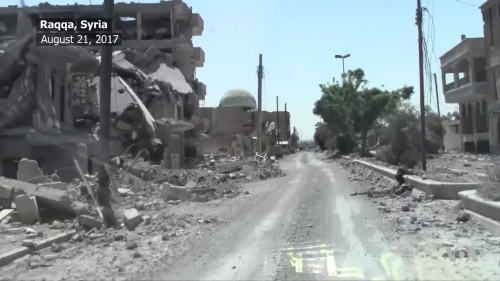
Raqqa verwoest in 2017

12 november 2015 zou de internationale coalitie mogelijk in Raqqa terrorist Mohammed Emwazi (Jihadi John) gedood hebben. Een paar dagen na de aanslagen in Parijs heeft het Franse leger tientallen jihadisten van IS gedood bij luchtaanvallen op een bolwerk in Raqqa.
Op 17 oktober 2017 is Raqqa na een maandenlange belegering ingenomen door de Koerdisch-Noord-Syrische coalitie YPG. Daarbij werd de stad nagenoeg geheel verwoest.

## Geboren
- Yassin al-Haj Saleh (1961), schrijver en dissident

## Afbeeldingen

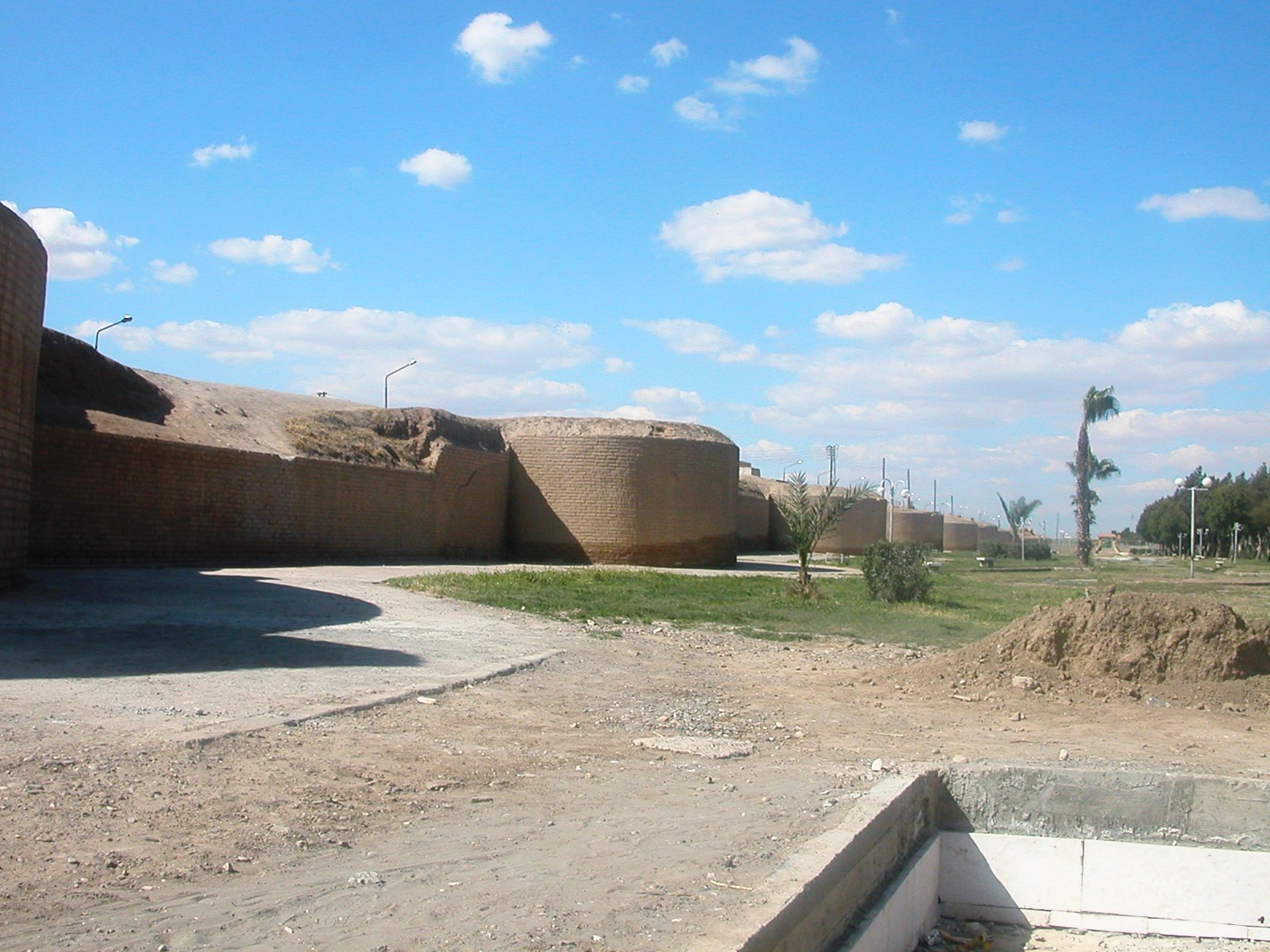
Stadsmuur uit de Abbasidenperiode
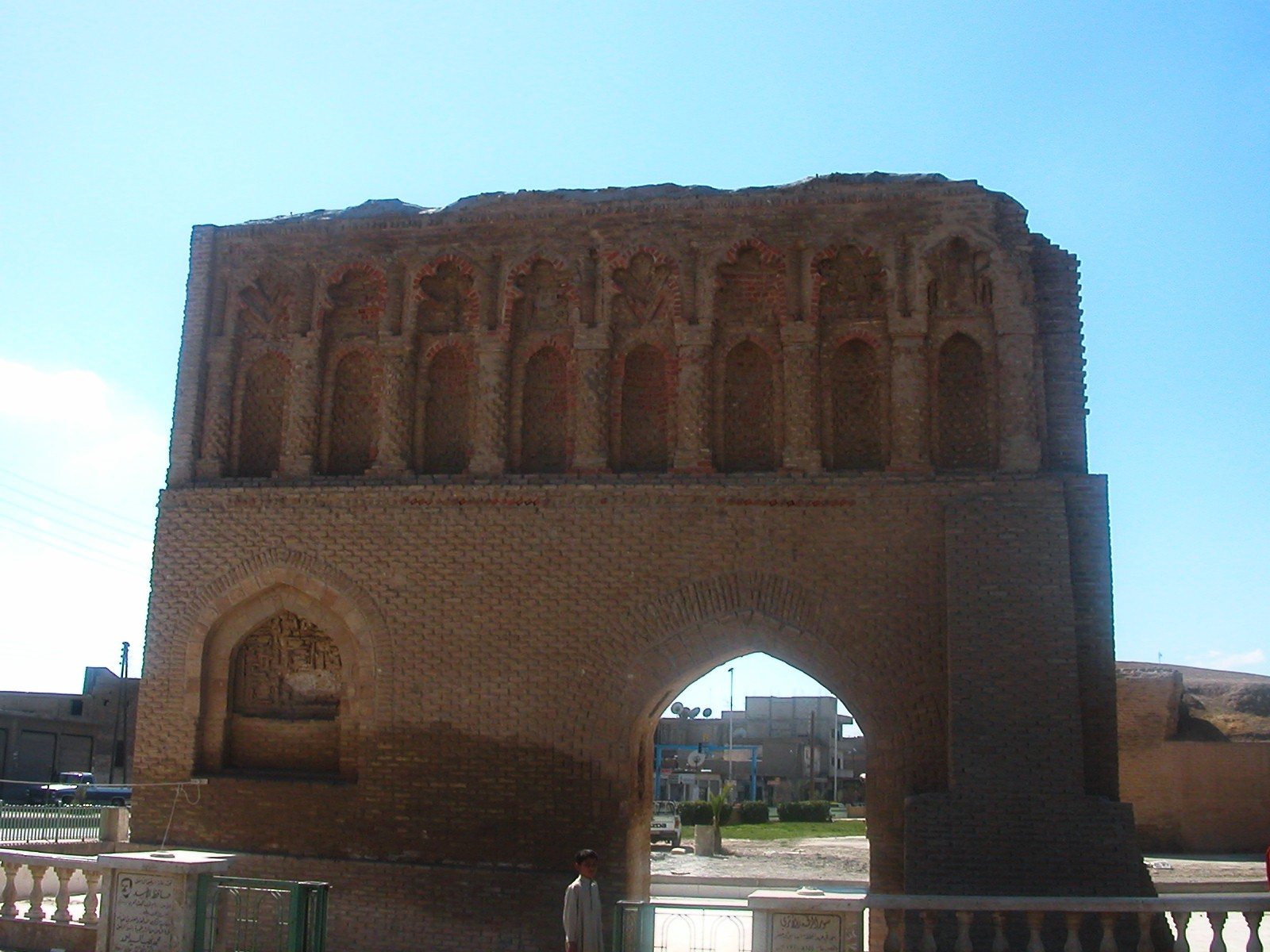
Buitenzijde van de Bab Bagdad
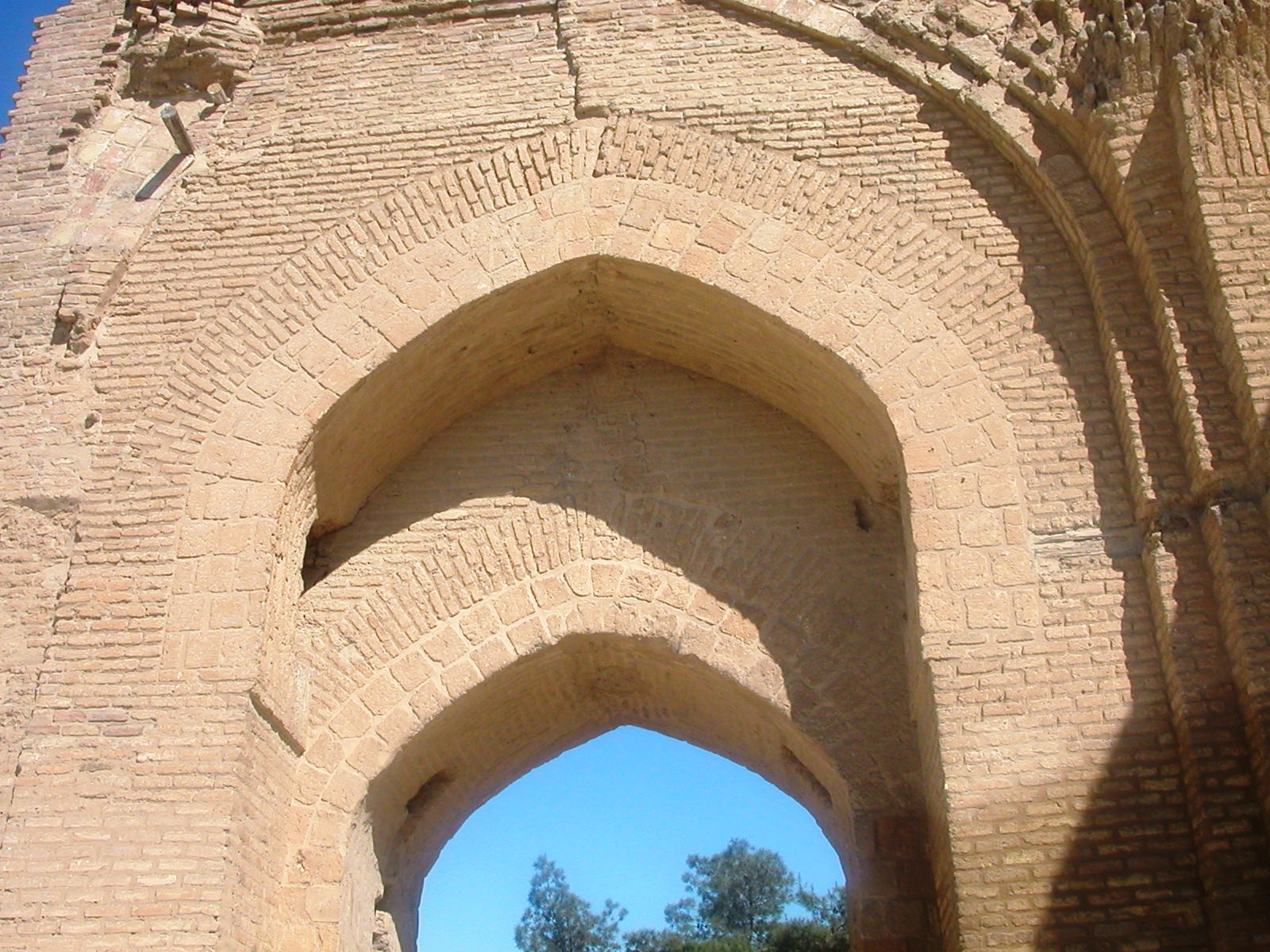
Detail van de Bab Bagdad